# Caravelas (Bahia)
Caravelas, amtlich portugiesisch Município de Caravelas, ist eine Kleinstadt mit schätzungsweise 22.016 Einwohnern (Stand: 2019) an der Atlantikküste im Süden des brasilianischen Bundesstaats Bahia, wenige Kilometer nördlich der Mündung des Flusses Rio Caravelas. Die Gemeindefläche beträgt rund 2378 km². Die Stadt ist Ausgangspunkt der Estrada de Ferro Bahia e Minas (Eisenbahnlinie Bahia & Minas).

## Geographie
Umliegende Orte sind Alcobaça, Teixeira de Freitas, Medeiros Neto, Lajedão, Ibirapuã und Nova Viçosa. Die Entfernung zur Hauptstadt Salvador beträgt 721 km.
Das Biom ist Mata Atlântica, das Klima tropisch, Af nach der Klimaklassifikation nach Köppen und Geiger. Die Jahresdurchschnittstemperatur liegt bei 24,3 °C, die jährliche Niederschlagsmenge bei etwa 1519 mm.

## Geschichte
Der Ort wurde 1581 von portugiesischen Bandeirantes am Rio Caravelas gegründet und war lange Zeit Zentrum einer bedeutenden Walfangindustrie. Der Ort wurde im Jahre 1700 inkorporiert als Vila de Santo Antônio do Rio das Caravelas und erhielt 1855 Stadtrechte. Am 11. Mai 1823, während des brasilianischen Unabhängigkeitskrieges, fand bei Caravelas eine Schlacht zwischen portugiesischen und brasilianischen Marineeinheiten statt.
Etwa 70 Kilometer östlich von Caravelas im Südatlantik befindet sich der im April 1983 konstituierte, 280 km² große Meeres-Nationalpark Abrolhos mit seinen fünf kleinen Inseln vulkanischen Ursprungs.